# دم‌جنبانک
 دُم‌جُنبانَک یا دم‌بِشْکَنَک پرندگانی دانه‌خوار و حشره‌خوار با منقاری کوتاه، مخروطی و قوی، و پر و بالی رنگارنگ هستند.

## گونه‌ها
- دم‌جنبانک سفید Motacilla alba - گروه چندنیا یا گروه نافراگیر
  - Pied wagtail Motacilla alba yarrellii
  - دم‌جنبانک سفید Motacilla (alba) lugens
- دم‌جنبانک ژاپنی Motacilla grandis
- دم‌جنبانک ابروسفید Motacilla maderaspatensis
- Mekong wagtail Motacilla samveasnae
- African pied wagtail Motacilla aguimp
- دم‌جنبانک سیترین Motacilla citreola - possibly گروه نافراگیر
- صعوه Motacilla flava - possibly گروه نافراگیر
- دم‌جنبانک زرد شرقی Motacilla tschutschensis - possibly گروه نافراگیر
- دم‌جنبانک خاکستری Motacilla cinerea
- دم‌جنبانک کیپ Motacilla capensis
- دم‌جنبانک ماداگاسکار Motacilla flaviventris
- دم‌جنبانک کوهی Motacilla clara

## دم‌جنبانک و خانوادهٔ گنجشک
دم‌جنبانک میلیون‌ها سال پیش از پرنده‌ای حشره‌خوار وابسته به خانوادهٔ گنجشک به وجود آمده‌است. در فصل تابستان زاد و ولد می‌کنند، نر و ماده تقریباً هم شکل هستند. روی درختان، بوته‌ها، و شاخه‌های نخل خرما لانه می‌سازند. بیشتر اوقات در هنگام نشستن بر روی شاخه‌های درخت، دم خود را می‌تکانند (می‌جنبانند) بنابراین آن را دم جنبانک نامیده‌اند. از معروفترین گونه‌های دم‌جنبانک دم‌جنبانک خاکستری است.
دم جنبانک ها به صورت سینوسی پرواز میکنند

## زیستگاه
زیستگاه «دم جنبانک» بیشتر در واحه‌ها، و پشته‌های سرسبز، نخلستان، کنار جویبار و واحههای نزدیک روستاها است و در بوته‌زارها و درختان و مناطق کشاورزی زندگی می‌کند. و روی شاخه‌های درخت و در مناطق مختلف و بوته‌زارها و علف‌زارها لانه می‌سازد. در ارتفاعات سبلان هم می‌توان این پرنده را یافت.
لانه‌اش از خار و خاشاک و الیاف گیاهی، و گاهی از شاخه‌های کوچک درختان و برگ‌های خشک است.

## تخم‌گذاری
موسم تخم‌گذاری و جفت‌گیری پرنده «دم جنبانک» معمولاً از اواخر فصل بهار و اعتدال بهاری آغاز می‌شود و تا اواخر پائیز ادامه دارد. ماده از ۴ تا ۶ تخم سبز رنگ گاهی با علائم خاکستری می‌گذارد. مدت ۱۸ تا ۲۱ روز روی تخم‌ها می‌خوابد. جوجه‌‌‌ها پس از بیرون آمدن از تخم برهنه و ناتوانند و از ۱۵ تا ۲۰ روز به مراقبت پدر و مادر نیاز دارند. بعد از «پلخوار» لانه را ترک می‌کنند. اما برای چند بار به لانه بر می‌گردند و سرانجام برای همیشه لانه رها می‌کنند و در اماکن جدیدی استقرار می‌یابند.

## نگاره

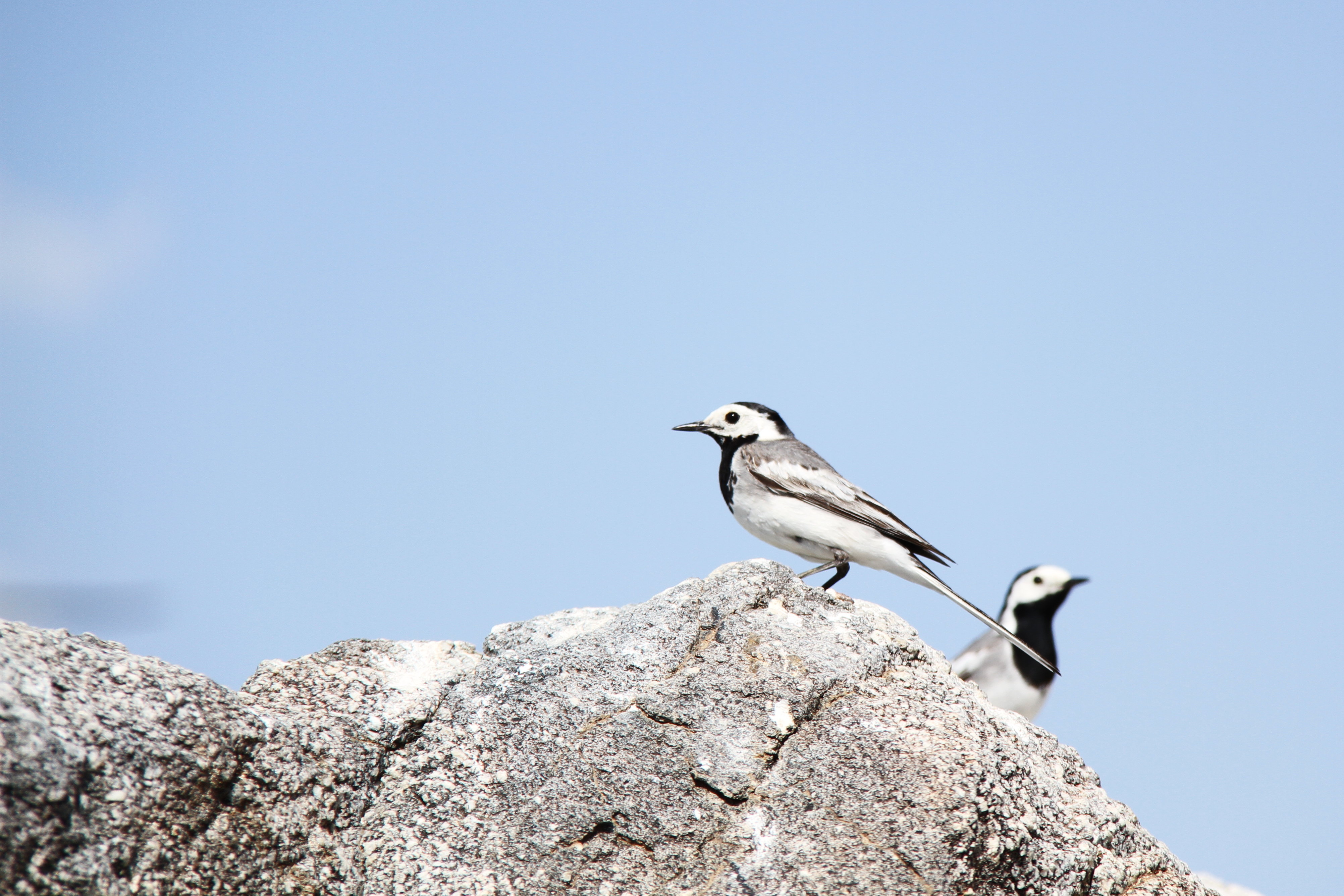
دم جنبانک
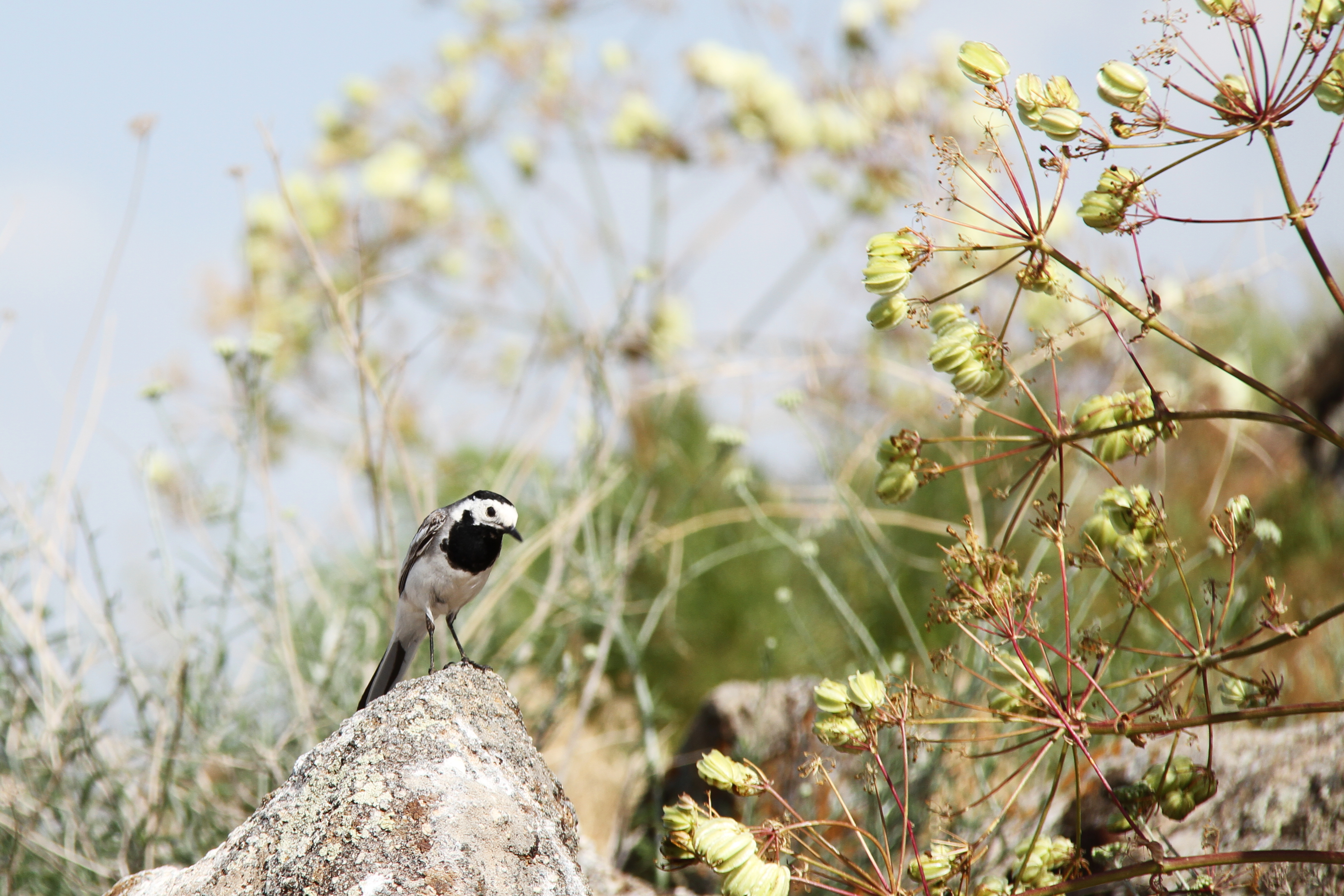
دم جنبانک